# Ölfusingar
Ölfusingar (nórdico antiguo: Ǫlfysingar) fue un clan familiar de Islandia cuyo origen se remonta a la Era vikinga y la figura histórica del colono Þorgrímur Grímólfsson. Dominaron la región de Norður-Ísafjarðarsýsla. Aparecen mencionados expresamente en la saga de Njál. Las sagas citan que los Mosfellingar y Ölfusingar llegaron a compartir un goðorð en común.